# Thrud

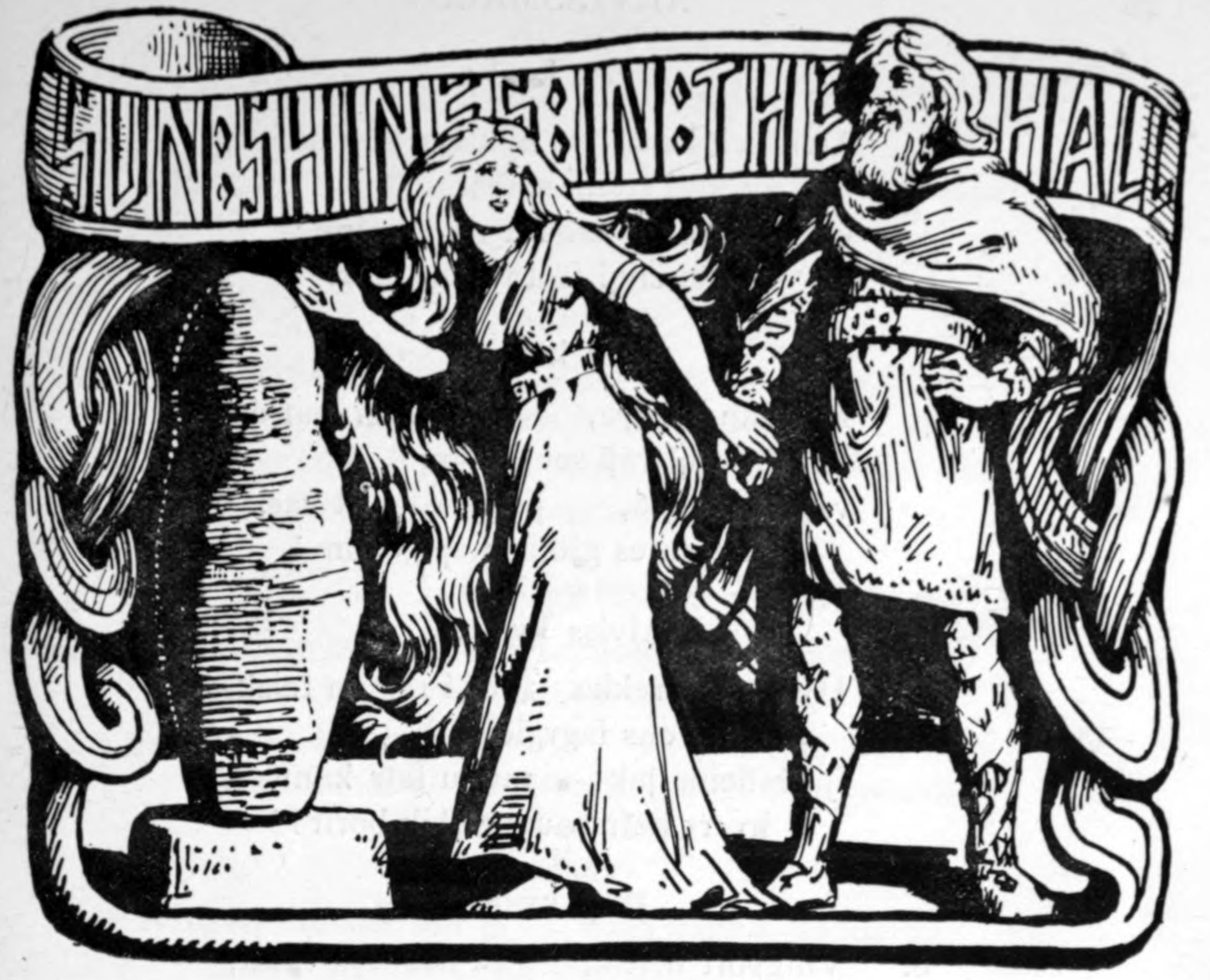
Thor und seine Tochter neben dem versteinerten Zwerg – Illustration von W. G. Collingwood (1854–1932), Erstveröffentlichung 1908

Thrud (altnord. Þrúðr  »Kraft«) ist in der nordischen Mythologie die Tochter der Sif und des Donnergottes Thor. Es ist von ihr kaum etwas bekannt.
Da in den Quellen neben Thrud sonst von keiner weiteren Tochter Thors die Rede ist, wird teilweise vermutet, dass es sich im Alvíssmál um Thrud handelt. Bei der Begebenheit im Alvíssmál wird Thors Tochter jedoch nicht namentlich erwähnt. Insofern ist trotz großer Wahrscheinlichkeit nicht völlig gesichert, dass es sich in der Alvissmál-Erzählung ebenfalls um Thrud handelt.
Im Alvíssmál hält der Zwerg Alvíss (»Allwissender«) um die Hand von Thors Tochter (Thrud?) an. Thor, der gegen die Heirat ist, fragt den Zwerg die ganze Nacht aus, wie einzelne Naturobjekte bei den verschiedenen Wesen – Asen, Alfen, Zwerge, Riesen, Menschen usw. – genannt werden. Als der erste Strahl der Sonne auf Alvíss trifft, wird er in Stein verwandelt. Die Begebenheit findet sich nur im Alvíssmál, einem sehr jungen eddischen Gedicht, das vor allem verschiedene poetische Ausdrücke vermittelt. Die Forschung nimmt an, dass die Freiersage eine Erfindung des Dichters vom Alvíssmál selbst ist.